# Empire State University
Empire State University är ett fiktivt universitet i New York. Empire State University förekommer i serier utgivna av Marvel Comics. Flera fiktiva figurer har band till det, mest Spindelmannen, samt figurer i Fantastic Four och X-Men. Det fiktiva Empire State University skall inte förväxlas med Empire State College, ett riktigt college.